# مراد عقبي
مراد عقبي (وُلد في 1 سبتمبر 1965) هو لاعب كرة قدم تونسي سابق، لعب في مركز الظهير، وشارك مع المنتخب الوطني التونسي. يعمل حاليًا في مجال التدريب الفني.

## المسيرة مع الأندية
لعب في الرابطة التونسية المحترفة الأولى لكرة القدم مع الشبيبة القيروانية، كما شارك في دوري المحترفين السعودي مع الأهلي السعودي.

## المسيرة الدولية
بدأ اللعب مع منتخب تونس لكرة القدم في عام 1987، وشارك في 50 مباراة دولية على مدار ثماني سنوات، سجل خلالها 3 أهداف. كما شارك في دورة الألعاب الأولمبيةالصيفية 1988 في سيول، وفي كأس الأمم الأفريقية 1994.

## المسيرة التدريبية
بدأ مسيرته التدريبية عام 2000، وأشرف على تدريب عدة أندية تونسية من بينها حمام سوسة، الشبيبة القيروانية، الاتحاد المنستيري، والملعب القابسي. كما درّب أندية سعودية بارزة مثل نجران، الشعلة، الوطني، وأبها، بالإضافة إلى إشرافه على اتحاد كلباء الإماراتي.
في 17 مايو 2017، عُيِّن مساعدًا للمدرب نبيل معلول في المنتخب التونسي، وأسهم في تأهيل المنتخب إلى كأس العالم 2018 في روسيا. وبعد رحيل معلول، حافظ على موقعه كمساعد للمدرب الجديد فوزي البنزرتي.
في يوليو 2021، تولّى تدريب الاتحاد الرياضي المنستيري، وغادر الفريق في 4 أكتوبر من نفس العام، ليخلفه فوزي البنزرتي.
في 17 مارس 2023، تسلم تدريب نادي الساحل.
في 19 أغسطس 2023، عُيِّن مدربًا لـاتحاد خنشلة. وغادر الفريق في 13 نوفمبر 2023.
في 24 نوفمبر 2023، تولّى تدريب النادي الأولمبي الباجي، لكنه استقال بعد شهرين من توليه المهمة.

## الإنجازات
الإنجازات كمدرب:

### الاتحاد المنستيري
- كأس السوبر التونسي:
  - البطل: 2020

(بسبب جائحة كوفيد-19، أُقيمت المباراة في عام 2021)

### النادي الأولمبي الباجي
- كأس السوبر التونسي:
  - البطل: 2023.